# Korbinian Vollmann
Korbinian Vollmann (Monaco di Baviera, 27 ottobre 1993) è un calciatore tedesco, centrocampista del Kirchheimer.

## Caratteristiche tecniche
È un trequartista.